# Lestrade-et-Thouels
Pour les articles homonymes, voir Lestrade.
Lestrade-et-Thouels est une commune française située dans le département de l'Aveyron, en région Occitanie.

## Géographie

### Communes limitrophes
Les communes limitrophes sont  Broquiès, Brousse-le-Château, Connac, Durenque, Réquista et Villefranche-de-Panat.

### Hydrographie

#### Réseau hydrographique

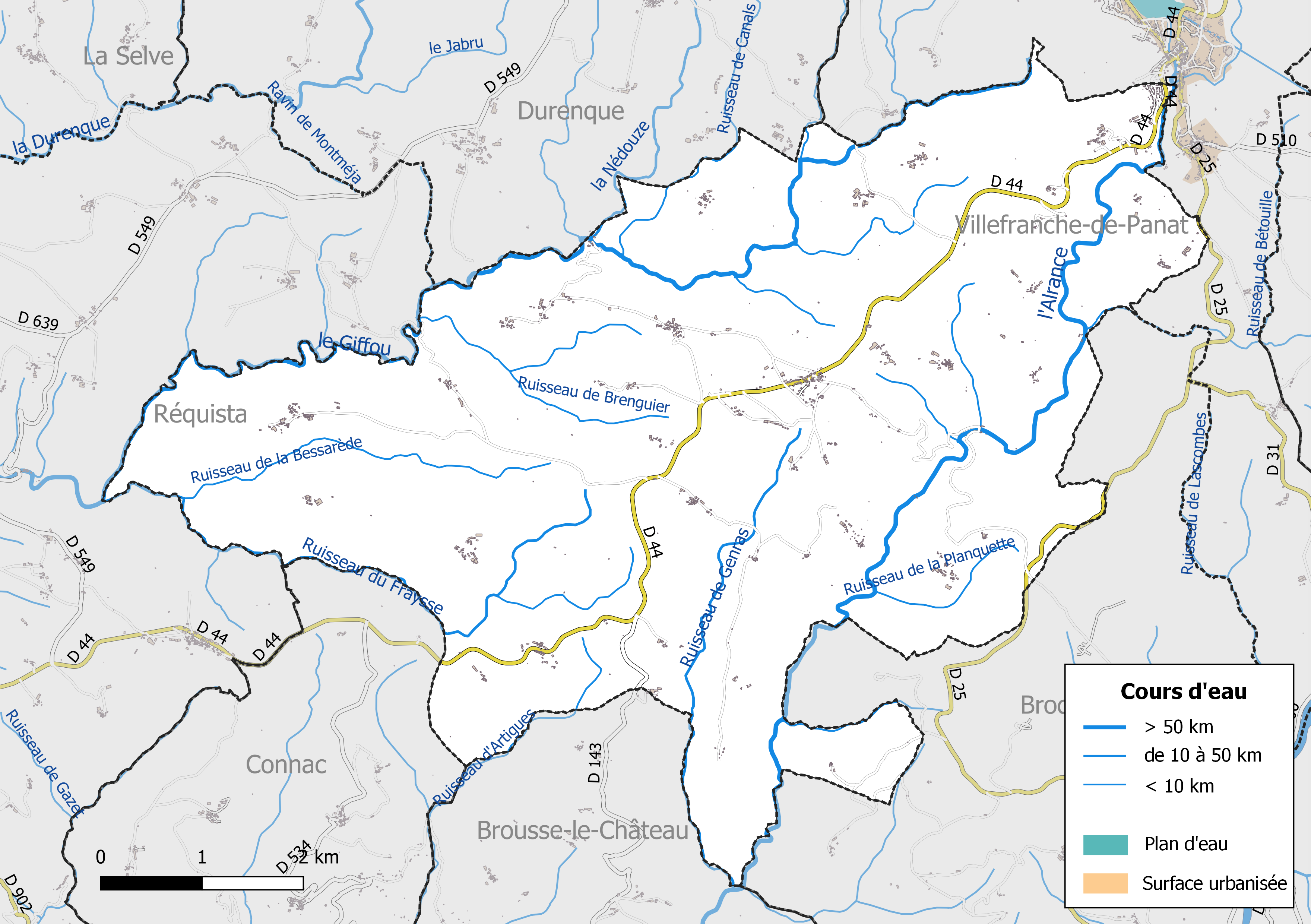
Réseaux hydrographique et routier de Lestrade-et-Thouels.

La commune est drainée par l'Alrance, le Giffou, la Nédouze, le ruisseau de Genras, le ruisseau du Fraysse, le ruisseau d'Artigues, le ruisseau de Bétouille, le ruisseau de Brenguier, le ruisseau de Canals, le ruisseau de la Bessarède, le ruisseau de la Planquette, par divers petits cours d'eau.
L'Alrance, d'une longueur totale de 26 km, prend sa source dans la commune d'Alrance et se jette  dans le Tarn à Brousse-le-Château, après avoir arrosé 5 communes.
Le Giffou, d'une longueur totale de 46,2 km, prend sa source dans la commune de Villefranche-de-Panat et se jette  dans le Céor à Saint-Just-sur-Viaur, après avoir arrosé 9 communes.

#### Gestion des cours d'eau
Afin d’atteindre le bon état des eaux imposé par la Directive-cadre sur l'eau du 23 octobre 2000, plusieurs outils de gestion intégrée s’articulent à différentes échelles pour définir et mettre en œuvre un programme d’actions de réhabilitation et de gestion des milieux aquatiques : le SDAGE (Schéma directeur d'aménagement et de gestion des eaux), à l’échelle du bassin hydrographique, et le SAGE (Schéma d'aménagement et de gestion des eaux), à l’échelle locale. Ce dernier fixe les objectifs généraux d’utilisation, de mise en valeur et de protection quantitative et qualitative des ressources en eau superficielle et souterraine. Trois SAGE sont mis en oeuvre dans le département de l'Aveyron.
La commune fait partie du SAGE du bassin versant du Viaur, approuvé le 28 mars 2018, au sein du SDAGE Adour-Garonne. Le périmètre de ce SAGE couvre 89 communes, sur trois départements (Aveyron, Tarn et Tarn-et-Garonne),. Le pilotage et l’animation du SAGE sont assurés par l’établissement public d'aménagement et de gestion des eaux (EPAGE) du bassin du Viaur, une structure qui regroupe les établissements publics de coopération intercommunale à fiscalité propre (EPCI-FP) dont le territoire est inclus (en totalité ou partiellement) dans le bassin hydrographique du Viaur et les structures gestionnaires de l’alimentation en eau potable des populations et qui disposent d’une ressource sur le bassin versant du Viaur. Il correspond à l’ancien syndicat mixte du Bassin versant du Viaur,.

### Climat
Pour des articles plus généraux, voir Climat de l'Occitanie et Climat de l'Aveyron.
En 2010, le climat de la commune est de type climat océanique altéré, selon une étude s'appuyant sur une série de données couvrant la période 1971-2000. En 2020, Météo-France publie une typologie des climats de la France métropolitaine dans laquelle la commune est exposée à un climat de montagne et est dans la région climatique Sud-est du Massif Central, caractérisée par une pluviométrie annuelle de 1 000 à 1 500 mm, minimale en été, maximale en automne.
Pour la période 1971-2000, la température annuelle moyenne est de 10,4 °C, avec une amplitude thermique annuelle de 15,6 °C. Le cumul annuel moyen de précipitations est de 1 094 mm, avec 11,5 jours de précipitations en janvier et 6,2 jours en juillet. Pour la période 1991-2020, la température moyenne annuelle observée sur la station météorologique la plus proche, située sur la commune de Durenque à 6 km à vol d'oiseau, est de 10,6 °C et le cumul annuel moyen de précipitations est de 1 092,0 mm,. Pour l'avenir, les paramètres climatiques de la commune estimés pour 2050 selon différents scénarios d'émission de gaz à effet de serre sont consultables sur un site dédié publié par Météo-France en novembre 2022.

### Milieux naturels et biodiversité

#### Espaces protégés
La protection réglementaire est le mode d’intervention le plus fort pour préserver des espaces naturels remarquables et leur biodiversité associée.
Dans ce cadre, la commune fait partie d'un espace protégé, le Parc naturel régional des Grands Causses, créé en 1995 et d'une superficie de 327 937 ha, s'étend sur 97 communes. Ce territoire rural habité, reconnu au niveau national pour sa forte valeur patrimoniale et paysagère, s’organise autour d’un projet concerté de développement durable, fondé sur la protection et la valorisation de son patrimoine,,.

#### Zones naturelles d'intérêt écologique, faunistique et floristique
L’inventaire des zones naturelles d'intérêt écologique, faunistique et floristique (ZNIEFF) a pour objectif de réaliser une couverture des zones les plus intéressantes sur le plan écologique, essentiellement dans la perspective d’améliorer la connaissance du patrimoine naturel national et de fournir aux différents décideurs un outil d’aide à la prise en compte de l’environnement dans l’aménagement du territoire.
Le territoire communal de Lestrade-et-Thouels comprend une ZNIEFF de type 1,, 
l'« Agrosystème de Ginestous et de la Niade » (1 810 ha), couvrant 5 communes du département
, et deux ZNIEFF de type 2, : 
- la « Vallée du Tarn, amont » (36 322 ha), qui s'étend sur 57 communes dont 31 dans l'Aveyron, 1 dans la Lozère et 25 dans le Tarn[21];
- la « Vallée du Viaur et ses affluents » (27 587 ha), qui s'étend sur 56 communes dont 45 dans l'Aveyron, 10 dans le Tarn et 1 dans le Tarn-et-Garonne[22].

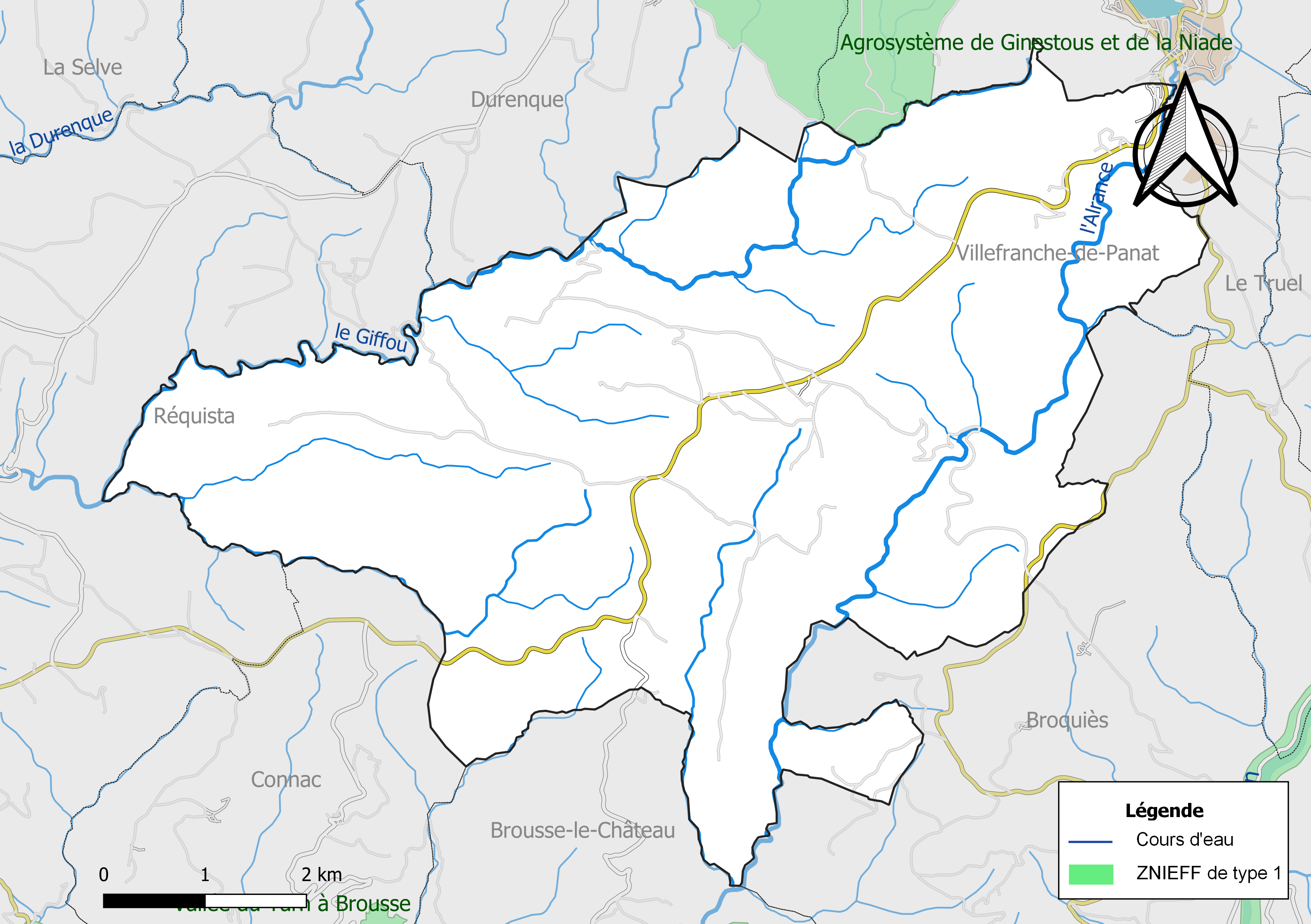
Carte de la ZNIEFF de type 1 de la commune.
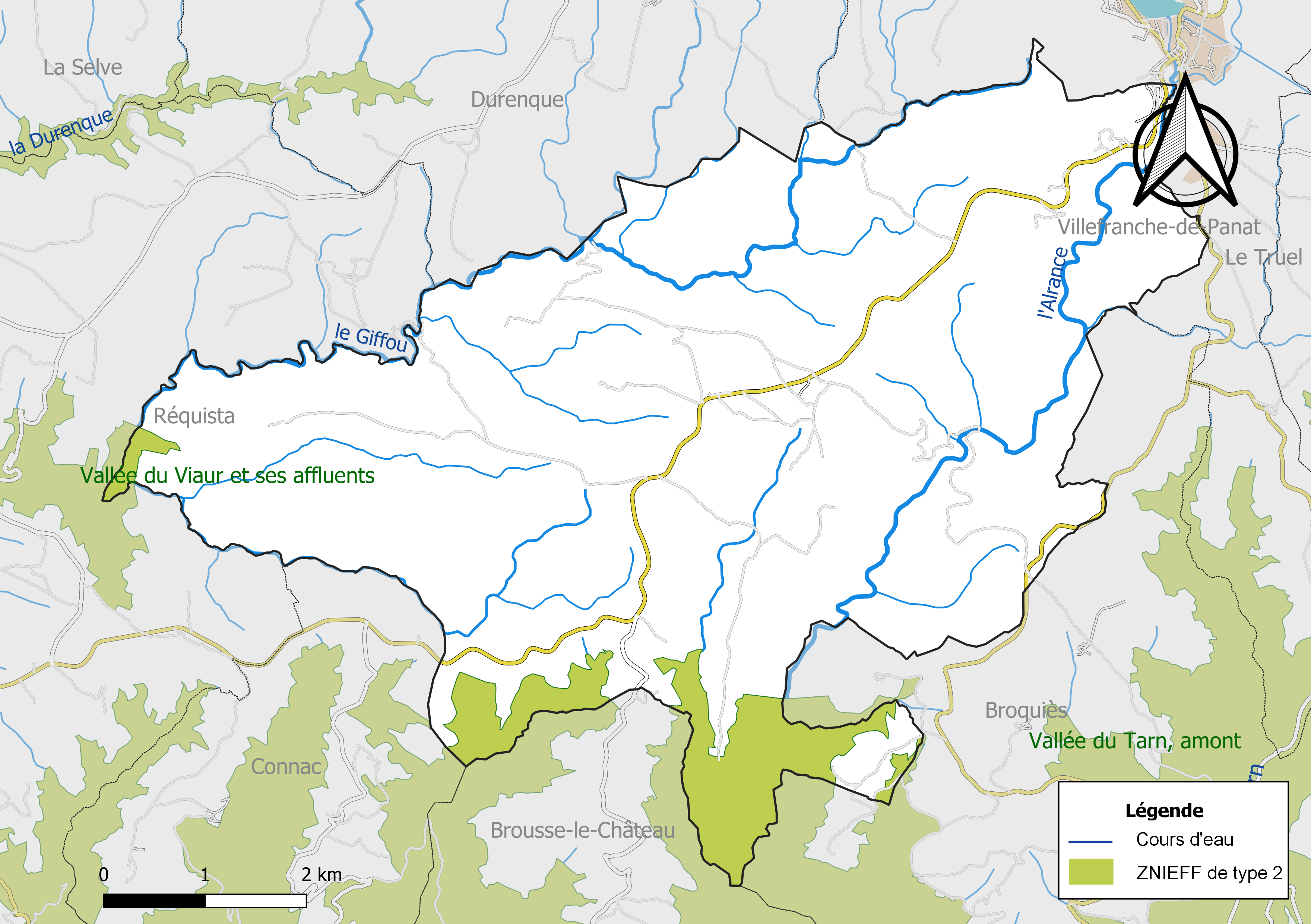
Carte des ZNIEFF de type 2 de la commune.

## Urbanisme

### Typologie
Au 1er janvier 2024, Lestrade-et-Thouels est catégorisée commune rurale à habitat très dispersé, selon la nouvelle grille communale de densité à 7 niveaux définie par l'Insee en 2022.
Elle est située hors unité urbaine et hors attraction des villes,.

### Occupation des sols

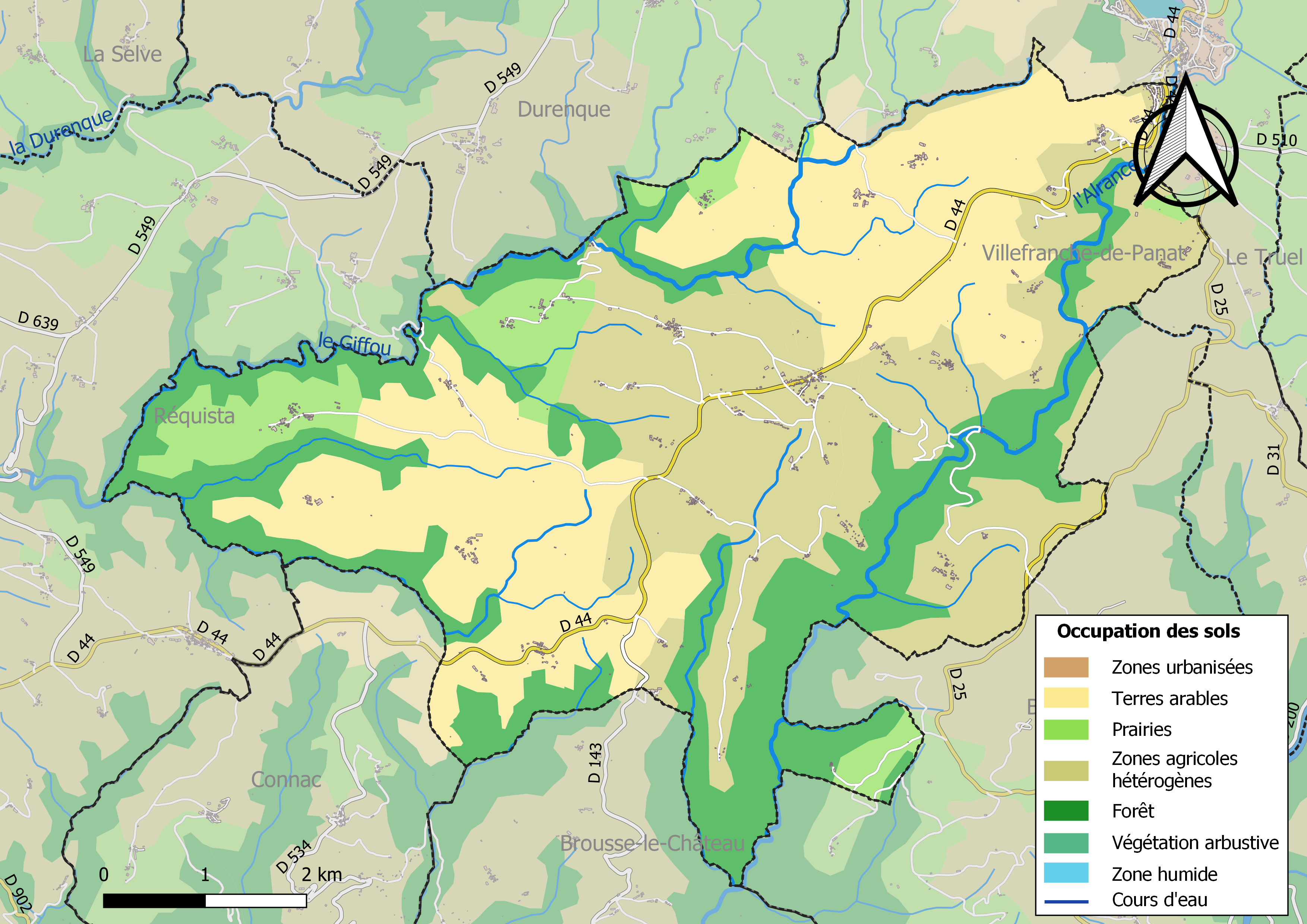
Infrastructures et occupation des sols de la commune de Lestrade-et-Thouels.

L'occupation des sols de la commune, telle qu'elle ressort de la base de données européenne d’occupation biophysique des sols Corine Land Cover (CLC), est marquée par l'importance des territoires agricoles (73,4 % en 2018), en augmentation par rapport à 1990 (72,1 %). La répartition détaillée en 2018 est la suivante : 
terres arables (33,6 %), zones agricoles hétérogènes (32,6 %), forêts (26,6 %), prairies (7,2 %).

### Planification
La loi SRU du 13 décembre 2000 a incité fortement les communes à se regrouper au sein d’un établissement public, pour déterminer les partis d’aménagement de l’espace au sein d’un SCoT, un document essentiel d’orientation stratégique des politiques publiques à une grande échelle. La commune est dans le territoire du SCoT du Parc naturel régional des Grands Causses, approuvé le vendredi 7 juillet 2017 par le comité syndical et mis à l’enquête publique en décembre 2019. La structure porteuse est le Pôle d'équilibre territorial et rural du PNR des Grands Causses, qui associe huit communautés de communes, notamment la communauté de communes de la Muse et des Raspes du Tarn, dont la commune est membre.
La commune, en 2017, avait engagé l'élaboration d'un plan local d'urbanisme.

### Risques majeurs
Le territoire de la commune de Lestrade-et-Thouels est vulnérable à différents aléas naturels : climatiques (hiver exceptionnel ou canicule), feux de forêts et séisme (sismicité très faible).
Il est également exposé à deux risques particuliers, les risques radon et minier,.

#### Risques naturels
Le Plan départemental de protection des forêts contre les incendies découpe le département de l’Aveyron en sept « bassins de risque » et définit une sensibilité des communes à l’aléa feux de forêt (de faible à très forte). La commune est classée en sensibilité faible.
Les mouvements de terrains susceptibles de se produire sur la commune sont liés au retrait-gonflement des argiles, conséquence d'un changement d'humidité des sols argileux. Les argiles sont capables de fixer l'eau disponible mais aussi de la perdre en se rétractant en cas de sécheresse. Ce phénomène peut provoquer des dégâts très importants sur les constructions (fissures, déformations des ouvertures) pouvant rendre inhabitables certains locaux. La carte de zonage de cet aléa peut être consultée sur le site de l'observatoire national des risques naturels Georisques

#### Risques particuliers
La commune est concernée par le risque minier, principalement lié à l’évolution des cavités souterraines laissées à l’abandon et sans entretien après l’exploitation des mines.
Dans plusieurs parties du territoire national, le radon, accumulé dans certains logements ou autres locaux, peut constituer une source significative d’exposition de la population aux rayonnements ionisants. Toutes les communes du département sont concernées par le risque radon à un niveau plus ou moins élevé. Selon le dossier départemental des risques majeurs du département établi en 2013, la commune de Lestrade-et-Thouels est classée à risque moyen à élevé. Un décret du 4 juin 2018 a modifié la terminologie du zonage définie dans le code de la santé publique et a été complété par un arrêté du 27 juin 2018 portant délimitation des zones à potentiel radon du territoire français. La commune est désormais en zone 3, à savoir zone à potentiel radon significatif.

## Politique et administration

### Découpage territorial
La commune de Lestrade-et-Thouels est membre de la communauté de communes de la Muse et des Raspes du Tarn, un établissement public de coopération intercommunale (EPCI) à fiscalité propre créé le 1er janvier 2005 dont le siège est à Saint-Rome-de-Tarn. Ce dernier est par ailleurs membre d'autres groupements intercommunaux.
Sur le plan administratif, elle est rattachée à l'arrondissement de Millau, au département de l'Aveyron et à la région Occitanie. Sur le plan électoral, elle dépend du  canton de Raspes et Lévezou pour l'élection des conseillers départementaux, depuis le redécoupage cantonal de 2014 entré en vigueur en 2015, et de la troisième circonscription de l'Aveyron  pour les élections législatives, depuis le dernier découpage électoral de 2010.

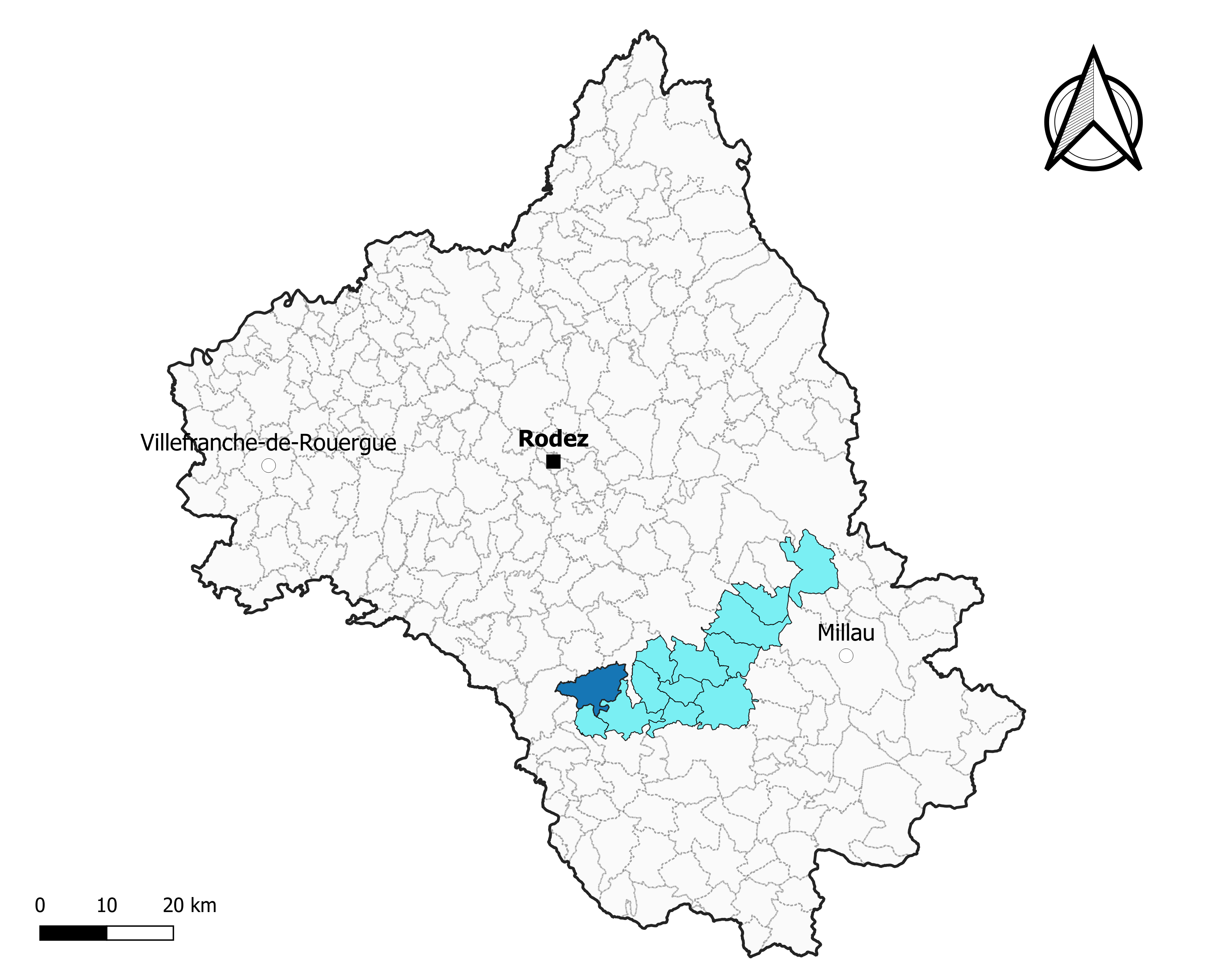
Lestrade-et-Thouels dans l'intercommunalité en 2020.
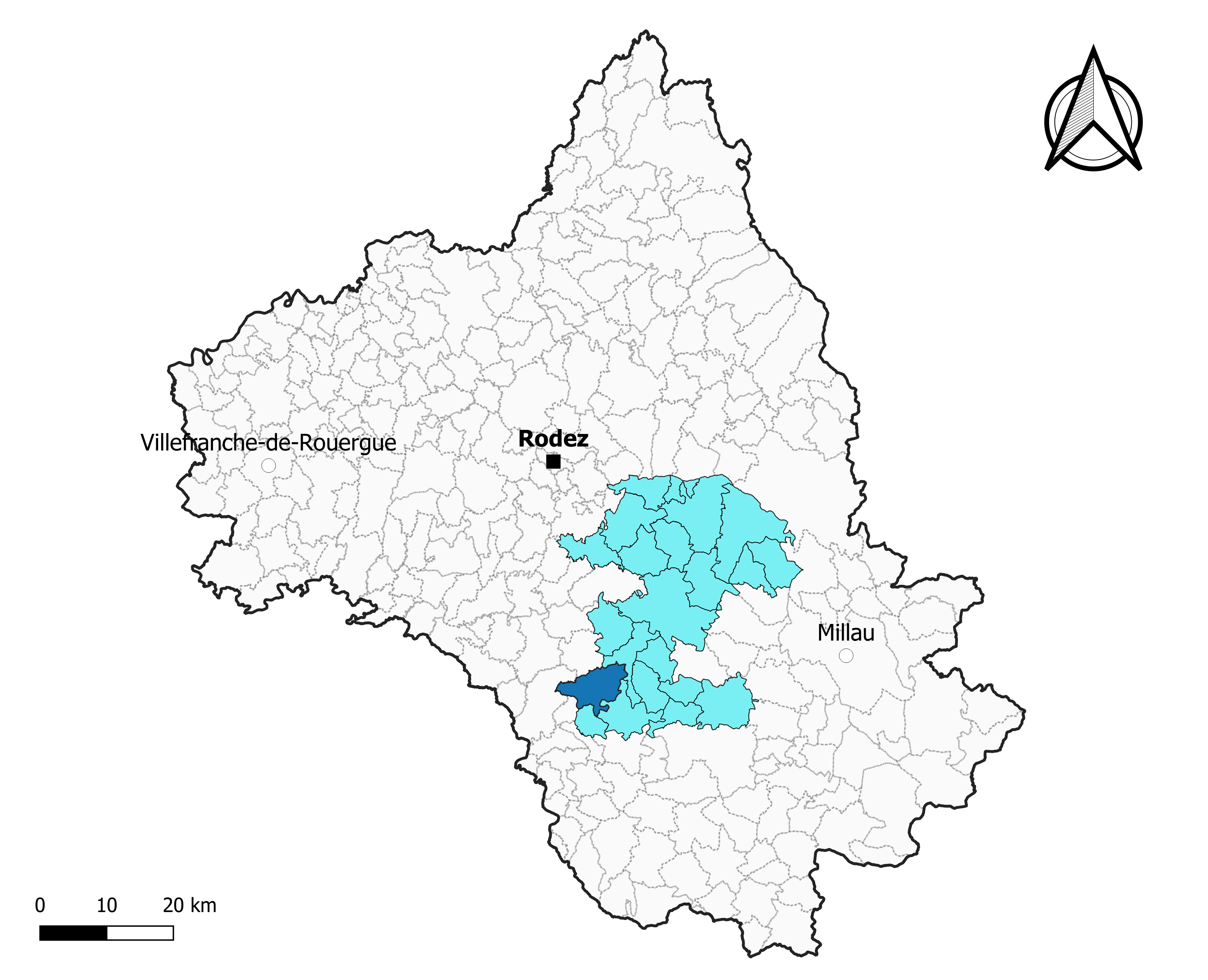
Lestrade-et-Thouels dans le canton de Raspes et Lévezou en 2020.
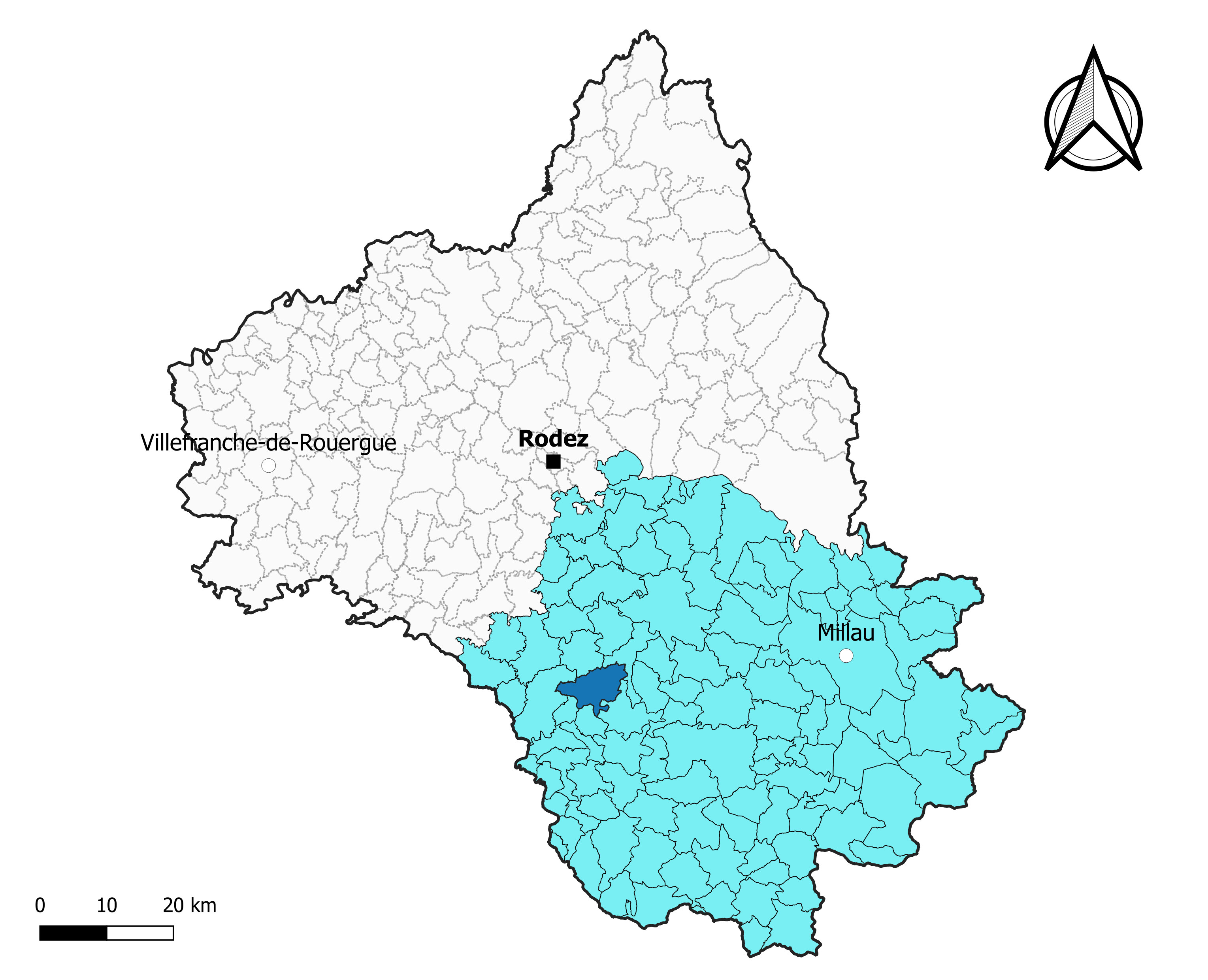
Lestrade-et-Thouels dans l'arrondissement de Millau en 2020.

### Élections municipales et communautaires

#### Élections de 2020
Le conseil municipal de Lestrade-et-Thouels, commune de moins de 1 000 habitants, est élu au scrutin majoritaire plurinominal à deux tours avec candidatures isolées ou groupées et possibilité de panachage. Compte tenu de la population communale, le nombre de sièges à pourvoir lors des élections municipales de 2020 est de 11. La totalité des onze candidats en lice est élue dès le premier tour, le 15 mars 2020, avec un taux de participation de 70,86 %.
Bernard Castanier, maire sortant, est réélu pour un nouveau mandat le 26 mai 2020.
Dans les communes de moins de 1 000 habitants, les conseillers communautaires sont désignés parmi les conseillers municipaux élus en suivant l’ordre du tableau (maire, adjoints puis conseillers municipaux) et dans la limite du nombre de sièges attribués à la commune au sein du conseil communautaire. Deux sièges sont attribués à la commune au sein de la communauté de communes de la Muse et des Raspes du Tarn.

#### Liste des maires
| Période                                  | Période  | Identité           | Étiquette | Qualité      |
| ---------------------------------------- | -------- | ------------------ | --------- | ------------ |
| mars 2001                                | En cours | Bernard Castanier, |           | Ancien cadre |
| Les données manquantes sont à compléter. |          |                    |           |              |

## Démographie
L'évolution du nombre d'habitants est connue à travers les recensements de la population effectués dans la commune depuis 1793. Pour les communes de moins de 10 000 habitants, une enquête de recensement portant sur toute la population est réalisée tous les cinq ans, les populations de référence des années intermédiaires étant quant à elles estimées par interpolation ou extrapolation. Pour la commune, le premier recensement exhaustif entrant dans le cadre du nouveau dispositif a été réalisé en 2005.

En 2022, la commune comptait 442 habitants, en évolution de −9,24 % par rapport à 2016 (Aveyron : +0,37 %, France hors Mayotte : +2,11 %).
| 1793 | 1800  | 1846  | 1851  | 1856  | 1861  | 1866  | 1872  | 1876  |
| ---- | ----- | ----- | ----- | ----- | ----- | ----- | ----- | ----- |
| 314  | 1 050 | 1 213 | 1 235 | 1 220 | 1 220 | 1 267 | 1 179 | 1 215 |

| 1881  | 1886  | 1891  | 1896  | 1901  | 1906  | 1911  | 1921 | 1926 |
| ----- | ----- | ----- | ----- | ----- | ----- | ----- | ---- | ---- |
| 1 230 | 1 259 | 1 188 | 1 115 | 1 114 | 1 172 | 1 134 | 945  | 904  |

| 1931 | 1936 | 1946 | 1954 | 1962 | 1968 | 1975 | 1982 | 1990 |
| ---- | ---- | ---- | ---- | ---- | ---- | ---- | ---- | ---- |
| 823  | 800  | 764  | 777  | 736  | 672  | 612  | 624  | 534  |

| 1999 | 2005 | 2006 | 2010 | 2015 | 2020 | 2022 | - | - |
| ---- | ---- | ---- | ---- | ---- | ---- | ---- | - | - |
| 454  | 429  | 421  | 467  | 479  | 448  | 442  | - | - |

## Économie

### Revenus
En 2018  (données Insee publiées en septembre 2021), la commune compte 185 ménages fiscaux, regroupant 468 personnes. La médiane du revenu disponible par unité de consommation est de 18 630 € (20 640 € dans le département).

### Emploi
| Division       | 2008  | 2013  | 2018  |
| -------------- | ----- | ----- | ----- |
| Commune        | 2,2 % | 3,5 % | 3,8 % |
| Département    | 5,4 % | 7,1 % | 7,1 % |
| France entière | 8,3 % | 10 %  | 10 %  |

En 2018, la population âgée de 15 à 64 ans s'élève à 252 personnes, parmi lesquelles on compte 79,2 % d'actifs (75,4 % ayant un emploi et 3,8 % de chômeurs) et 20,8 % d'inactifs,. Depuis 2008, le taux de chômage communal (au sens du recensement) des 15-64 ans est inférieur à celui de la France et du département.
La commune est hors attraction des villes,. Elle compte 133 emplois en 2018, contre 121 en 2013 et 112 en 2008. Le nombre d'actifs ayant un emploi résidant dans la commune est de 198, soit un indicateur de concentration d'emploi de 66,8 % et un taux d'activité parmi les 15 ans ou plus de 54,5 %.
Sur ces 198 actifs de 15 ans ou plus ayant un emploi, 107 travaillent dans la commune, soit 54 % des habitants. Pour se rendre au travail, 51,6 % des habitants utilisent un véhicule personnel ou de fonction à quatre roues, 0,5 % les transports en commun, 19,3 % s'y rendent en deux-roues, à vélo ou à pied et 28,5 % n'ont pas besoin de transport (travail au domicile).

### Activités hors agriculture
44 établissements sont implantés  à Lestrade-et-Thouels au 31 décembre 2019. Le tableau ci-dessous en détaille le nombre par secteur d'activité et compare les ratios avec ceux du département,.
| Secteur d'activité                                                                                        | Commune | Commune | Département |
| Secteur d'activité                                                                                        | Nombre  | %       | %           |
| --- | ------- | ------- | ----------- |
| Ensemble                                                                                                  | 44      |         |             |
| Industrie manufacturière, industries extractives et autres                                                | 20      | 45,5 %  | (17,7 %)    |
| Construction                                                                                              | 4       | 9,1 %   | (13 %)      |
| Commerce de gros et de détail, transports, hébergement et restauration                                    | 12      | 27,3 %  | (27,5 %)    |
| Information et communication                                                                              | 1       | 2,3 %   | (1,5 %)     |
| Activités financières et d'assurance                                                                      | 1       | 2,3 %   | (3,4 %)     |
| Activités spécialisées, scientifiques et techniques et activités de services administratifs et de soutien | 1       | 2,3 %   | (12,4 %)    |
| Administration publique, enseignement, santé humaine et action sociale                                    | 4       | 9,1 %   | (12,7 %)    |
| Autres activités de services                                                                              | 1       | 2,3 %   | (7,8 %)     |

Le secteur de l'industrie manufacturière, des industries extractives et autres est prépondérant sur la commune puisqu'il représente 45,5 % du nombre total d'établissements de la commune (20 sur les 44 entreprises implantées  à Lestrade-et-Thouels), contre 17,7 % au niveau départemental.

### Agriculture
La commune est dans le Segala, une petite région agricole occupant l'ouest du département de l'Aveyron. En 2020, l'orientation technico-économique de l'agriculture  sur la commune est l'élevage d'ovins ou de caprins.
|               | 1988  | 2000  | 2010  | 2020  |
| ------------- | ----- | ----- | ----- | ----- |
| Exploitations | 87    | 63    | 52    | 47    |
| SAU (ha)      | 3 055 | 2 833 | 2 804 | 2 982 |

Le nombre d'exploitations agricoles en activité et ayant leur siège dans la commune est passé de 87 lors du recensement agricole de 1988  à 63 en 2000 puis à 52 en 2010 et enfin à 47 en 2020, soit une baisse de 46 % en 32 ans. Le même mouvement est observé à l'échelle du département qui a perdu pendant cette période 51 % de ses exploitations,. La surface agricole utilisée sur la commune a également diminué, passant de 3 055 ha en 1988 à 2 982 ha en 2020. Parallèlement la surface agricole utilisée moyenne par exploitation a augmenté, passant de 35 à 63 ha.

## Culture locale et patrimoine

### Lieux et monuments
- La commune recèle deux dolmens érigés durant la préhistoire : le dolmen de Mas Viala dit aussi Peyrelevade ; et le dolmen de Lavergne ou Lavernhe dit aussi Dolmen de Saint-Louis.
- Église de l'Assomption de Saugane.
- Église Saint-Pierre de Thouels.